# کورما
کورما (انگلیسی: Korma) غذایی است که در شبه‌قاره هند پدید آمده‌است، گوشت یا سبزیجات تفت‌آب‌پزی به همراه ماست (داهی)، آب یا عصاره گوشت یا سبزیجات، و ادویه جاتی برای تهیه سس غلیظ یا گریوی را دربر می‌گیرد.

## طرز تهیه
طرز تهیه کورما مشابه روش‌های دیگر پخت تفت‌آب‌پزی است که ابتدا گوشت یا سبزیجات را، به‌طور معمول توسط روغن حیوانی گی، با حرارت بالا به سرعت تفت داده یا می‌پزند، سپس با حرارت مرطوب و کمی مایع که به آن اضافه می‌کنند به مدت طولانی در معرض حرارت کم قرار می‌دهند تا بپزد. در آخرین مراحل پخت، با استفاده از روشی که دام یا دمپختک نامیده می‌شود می‌توان توسط خمیر، درب قابلمه را پلمپ و آب‌بندی کرد.